# Synlestes weyersii
Synlestes weyersii – gatunek ważki z rodziny Synlestidae. Zamieszkuje wschodnią i południowo-wschodnią Australię.